# A-31
L'Autovia d'Alacant o A-31 és un autovia de titularitat estatal que uneix Madrid amb Albacete i Alacant. És una autovia molt transitada, sobretot al període estiuenc, ja que suposa una connexió del centre peninsular amb la costa mediterrània, zona turística de platja. Fou inaugurada a finals dels anys 80 originalment al tram Honrubia-La Roda. Posteriorment, amb l'obertura de la A-3, la A-31 va passar a tindre el seu inici a l'enllaç amb la A-3, a l'altura d'Atalaya del Cañavate. Finalment, amb la reforma de les nomenclatures de les carreteres, va passar a anomenar-se també A-31 la resta del tram d'autovia que va des de La Roda fins a Albacete venia anomenant-se N-301, el tram d'autovia des d'Albacete fins a Almansa (el qual continuava anomenant-se N-430) i finalment, el tram d'autovia des d'Almansa fins a Alacant que anteriorment s'anomenava N-330.
Inicia el seu recorregut a l'Atalaya del Cañavate (Conca), l'enllaç amb la A-3 Autovia de l'Est que uneix Madrid amb València, i la A-43 que es dirigeix a Ciudad Real. Sigueix el seu recorregut en direcció a La Roda, creuant la N-310 a l'altura de Sisante i enllaçant uns quilòmetres més endavant amb l'autopista de peatge AP-36, que és una alternativa que uneix a La Roda amb Madrid per a evitar embussos de trànsit i descongestionar l'antiga N-301. Continua cap a Albacete, passant per La Gineta, on parteix la N-320 en direcció Conca. La A-31 circumval·la Albacete i connecta amb altres carreteres de la Xarxa estatal com: la A-30 que es dirigeix a Múrcia, la N-322 que es dirigeix cap a Requena (País Valencià) i Jaén, i la N-430 que es dirigeix cap a Ciudad Real. Continua en direcció cap a Almansa, ací es bifurca en A-35 que es dirigeix cap a València i la pròpia A-31 en direcció a Alacant. Entra a la província d'Alacant passant per les poblacions de Villena, Saix, Elda, Petrer i Novelda i finalitza el seu recorregut a Alacant.
Durant les obres es va trobar una necròpolis del poblat iberoromà El Monastil.

## Eixides
| Número d'Eixides | Nom d'Eixides                                   | Carretera que enllaça                  |             |
| ---------------- | ----------------------------------------------- | -------------------------------------- | ----------- |
| Autovia          | A-3 Tarancón - Madrid                           | A-3                                    |             |
| 1                | València Atalaya del Cañavate - Ciudad Real     | E-901 A-3 A-43                         |             |
| 14               | Sisante - Vara del Rey - Conca                  | N-310                                  |             |
| 18               | Pozoamargo - Casas de la Loma                   |                                        |             |
| Canvi de CA      | Província de Conca CASTELLA-LA MANXA            | Província d'Albacete CASTELLA-LA MANXA | Canvi de CA |
| 32M              | Las Pedroñeras - Ciudad Real - Madrid           | AP-36                                  |             |
| 35A              | Minaya - La Roda                                | N-301                                  |             |
| 37M              | Minaya                                          | N-301                                  |             |
| 38               | La Roda - Conca                                 | CM-313                                 |             |
| 39A              | La Roda - Fuensanta                             | CM-3106                                |             |
| 41M              | La Roda                                         | N-301                                  |             |
| 52               | Montalvos                                       |                                        |             |
| 56               | La Gineta - Conca                               | N-320                                  |             |
| 58               | La Gineta                                       |                                        |             |
| 61               | Via de Servei - Urbanització                    |                                        |             |
| 65               | Via de Servei - Urbanització                    |                                        |             |
| 69               | Polígon Industrial                              | N-301                                  |             |
| 73               | Requena Albacete - Úbeda Manzanares Toledo      | N-322 A-32 N-430 CM-42                 |             |
| 76               | Albacete est - La Tornecica                     | CM-332                                 |             |
| 79               | Pozo Cañada - Múrcia Albacete sud               | A-30 N-301                             |             |
| 80M              | Pozo Cañada - Múrcia Albacete sud               | A-30 N-301                             |             |
| 81               | Àrea de Servei                                  |                                        |             |
| 86 ]             | Àrea de Servei - Urbanització                   |                                        |             |
| 88               | Chinchilla de Monte-Aragón                      |                                        |             |
| 89A              | Chinchilla de Monte-Aragón                      |                                        |             |
| 91M              | Chinchilla de Monte-Aragón                      |                                        |             |
| 93               | Estació de Chinchilla de Monte-Aragón           | CM-3255                                |             |
| 100              | Via de Servei                                   |                                        |             |
| 103              | Hoya-Gonzalo                                    |                                        |             |
| 104M             | Venta de Alhama                                 |                                        |             |
| 107A             | Villar de Chinchilla                            |                                        |             |
| 110M             | Villar de Chinchilla                            |                                        |             |
| 111              | Pétrola                                         | CM-3211                                |             |
| 112              | Corral-Rubio - Estació de Villar de Chinchilla  |                                        |             |
| 123              | Bonete                                          | CM-3261                                |             |
| 124A             | Bonete                                          | CM-3209                                |             |
| 125M             | Bonete                                          |                                        |             |
| 136              | Alpera                                          | CM-3201                                |             |
| 140              | via de servei                                   |                                        |             |
| 145              | Almansa - Montealegre del Castillo              | CM-412                                 |             |
| 147              | Aiora - Almansa - Terol                         | N-330                                  |             |
| 155              | Font de la Figuera - València Almansa           | A-35 N-330a                            |             |
| 157              | Casas del Campillo                              |                                        |             |
| Canvi de CA      | Província d'Albacete CASTELLA-LA MANXA          | Província d'Alacant PAÍS VALENCIÀ      | Canvi de CA |
| 169              | Estació de ferrocarril La Encina                |                                        |             |
| 171              | Font de la Figuera - València - Cabdet - Múrcia | N-344                                  |             |
| 172              | Fontanars dels Alforins - Presó de Villena      |                                        |             |
| 173              | Polígon Industrial                              | CV-656                                 |             |
| 179              | Urbanització                                    |                                        |             |
| 183A             | Villena                                         |                                        |             |
| 184M             | Villena                                         |                                        |             |
| 187              | Villena - Biar                                  | CV-799                                 |             |
| 190M             | Polígon Industrial                              |                                        |             |
| 193              | La Colonia de Santa Eulalia                     |                                        |             |
| 195              | Castalla - Alcoi                                | CV-80                                  |             |
| 196              | Saix Castalla - Alcoi                           | CV-830 CV-80                           |             |
| 197              | Saix                                            |                                        |             |
| 200M             | Polígon Industrial                              |                                        |             |
| 202              | Elda - Polígon Industrial                       | CV-837                                 |             |
| 202              | Petrer                                          | CV-837                                 |             |
| 205              | Petrer - Polígon Industrial                     |                                        |             |
| 206              | Elda - Polígon Industrial                       |                                        |             |
| 207              | Monòver - Elda                                  | CV-83                                  |             |
| 209              | Les Salinetes                                   |                                        |             |
| 213              | Novelda (Nord)                                  | N-325                                  |             |
| 215              | Novelda - Agost - Elx                           | CV-820 CV-84                           |             |
| 217              | Montfort                                        |                                        |             |
| 218              | Montfort - Asp - Agost                          | CV-825                                 |             |
| 221              | Orito                                           | CV-831                                 |             |
| 224              | Elx - Múrcia                                    | A-7 E-15                               |             |
| 225              | Benidorm - València                             | AP-7 E-15                              |             |
| 227              | Urbanització                                    |                                        |             |
| 231              | El Rebolledo                                    |                                        |             |
| 234              | Polígon Industrial                              |                                        |             |
| 235              | Polígon Industrial - Bacarot - Torre del Pla    | N-330 CV-8482                          |             |
| 237              | Elx - Múrcia - Alcoi - València                 | E-15 A-70                              |             |
| 238              | Elx - Alacant - Avinguda del Mare Nostrum       | CV-86                                  |             |
| 239              | Alacant - Carrer Mèxic - Port - Santa Pola      | N-332                                  |             |
| Final d'autovia  | Alacant                                         |                                        |             |